# Kasussprog
Kasussprog er sprog, der angiver syntaktiske relationer ved hjælp af kasus.
De indoeuropæiske sprog, hvortil dansk hører, kender kasus, og det samme gælder fx de uralske sprog, der har mange flere kasus end de indoeuropæiske; men der findes også sprog helt uden kasus, fx kinesisk.
I alle de indoeuropæiske sprog er der kasus; men der er blevet færre af dem. Nogle sprog kaldes kasussprog. Kort sagt drejer det sig om sprog med flere overleverede kasus end i dansk. Med kasussprog menes traditionelt sprog, der har mindst 3 kasus i substantivernes bøjning og mindst 4 kasus i pronominernes bøjning. Man regner fx ikke dansk, engelsk og fransk for kasussprog, fordi substantiverne ud over nominativ kun kan bøjes i genitiv på dansk og engelsk, og fransk har ikke kasus længere. Ikke alle sprogforskere regner dog genitiv for en ægte kasus i dansk. I stedet kan s-endelsen i fx mandens hund ses som en enklitisk (efterhængt) størrelse.
Det indoeuropæiske grundsprog, urindoeuropæisk, som sprogforskere har forsøgt at rekonstruere ud fra sprogets efterkommere, har med sikkerhed haft 8 kasus (nominativ, vokativ, akkusativ, genitiv, dativ, instrumentalis, lokativ og ablativ), men nogle forskere mener, at der har været 10 kasus i indoeuropæisk, nemlig også adessiv og illativ. De indoeuropæiske sprog har i stor udstrækning i nutiden mistet flere af deres kasus, og betydningen gengives nu på anden vis (ved ordstilling og præpositioner).
Latin har videreført 6 af de 8 kasus fra indoeuropæisk. Instrumentalis er lagt ind under ablativ som instrumental ablativ, og lokativ er fordelt på to andre kasus: lokativisk genitiv og lokativisk ablativ. Denne nedlæggelse af to kasus kan dog betragtes som grammatikeres valg ved deres sprogbeskrivelse.
Tysk regnes med sine fire kasus (nominativ, akkusativ, genitiv, dativ) for et kasussprog. En kasus alene kan være udslagsgivende for en sætnings betydning. Ud over at et ord i en bestemt kasus kan være bestemmende for en sætnings betydning, har tysk ligesom flere andre sprog også præpositioner, der styrer en kasus. Det kan være svært at se en relevans i, at nogle præpositioner styrer enten akkusativ, dativ eller genitiv. Derimod er der nogle præpositioner, der kan styre både akkusativ og dativ, idet der bruges akkusativ ved en bevægelse til et andet sted, og dativ ved en fast position. Andre sprog bruger særlige kasus til disse funktioner.
Polsk har bevaret 7 af de indoeuropæiske kasus. Ablativ findes ikke på polsk. Litauisk skal have bevaret mange oprindelige træk. 
Af ikke-indoeuropæiske sprog i Europa med kasus, altså regelrette kasussprog, kan nævnes finsk med 14 regelrette kasus og 15 adverbielle kasus og ungarsk med 18 kasus. Det nøjagtige antal af kasus i disse sprog kan diskuteres, alt efter hvilke definitioner man bruger.
Det fuldstændige kasussprog er i dag en teoretisk konstruktion som et sprog, hvor alle relationer, der i nutidige sprog beskrives ved præpositionsled eller ordstilling, fremgår af kasus. Sprogforskere anslår, at det ved et sådant fuldstændigt kasussprog kan dreje sig om ca. 50 kasus.